# جزیره پرینس پتریک
جزیره پرینس پتریک (به انگلیسی: Prince Patrick Island) یک جزیره در کانادا است که در نواحی شمال غرب واقع شده‌است.

## خصوصیات
جزیره پرینس پتریک Uninh نفر جمعیت دارد و ۲۷۹ متر بالاتر از سطح دریا واقع شده‌است.